# George McCloud
Pour les articles homonymes, voir McCloud.
 (octobre 2019).
Si vous disposez d'ouvrages ou d'articles de référence ou si vous connaissez des sites web de qualité traitant du thème abordé ici, merci de compléter l'article en donnant les références utiles à sa vérifiabilité et en les liant à la section « Notes et références ».
George Aaron McCloud (né le 27 mai 1967 à Daytona Beach en Floride) est un ancien joueur professionnel américain de basket-ball. Formé à l'université d'État de Floride, il a joué en NBA de 1989 à 2002. Drafté par les Pacers de l'Indiana, il a joué au poste d'ailier dans cinq équipes différentes.
George McCloud possède également le record du plus grand nombre de paniers à trois points tentés durant la saison 1995-1996, avec 678 paniers tentés.